# Espejos
Espejos ist eine Ortschaft im Departamento Santa Cruz im südamerikanischen Andenstaat Bolivien.

## Lage im Nahraum
Espejos liegt im südwestlichen Teil der Provinz Andrés Ibáñez und ist der siebtgrößte Ort des Cantón El Torno im Municipio El Torno. Die Ortschaft liegt auf einer Höhe von 541 m in einer Flussschlinge des Río Espejos, der sechs Kilometer flussabwärts in den Río Piraí mündet.

## Geographie
Espejos weist ein semihumides schwülfeuchtes Tropenklima auf mit geringen Tages- und Nachtschwankungen der Temperaturen.
Die Jahresdurchschnittstemperatur der Region liegt bei etwa 24 °C (siehe Klimadiagramm El Torno), die monatlichen Durchschnittstemperaturen schwanken zwischen 20 °C im Juni und Juli und 26 °C von November bis Februar. Der jährliche Niederschlag beträgt im langjährigen Mittel etwa 1100 mm, einer kurzen Trockenzeit von Juli bis September mit Monatsniederschlägen von unter 50 mm steht eine ausgedehnte Feuchtezeit gegenüber, in der von November bis März die Monatswerte teilweise deutlich über 100 mm hinausgehen.

## Verkehrsnetz
Espejos liegt in einer Entfernung von 38 Straßenkilometern südwestlich von Santa Cruz, der Hauptstadt des Departamentos.
Von Santa Cruz aus führt die asphaltierte Nationalstraße Ruta 7 über die Ortschaften La Guardia, San José und Santa Rita bis El Torno und weiter in westlicher Richtung bis Cochabamba. In El Torno zweigt in nordwestlicher Richtung die Straße nach Espejos ab, überquert zuerst den Río Piraí und dann den Río Espejos und erreicht sein Ziel nach sechs Kilometern.

## Bevölkerung
Die Einwohnerzahl der Ortschaft ist in dem Jahrzehnt zwischen den beiden letzten Volkszählungen um ein Drittel angestiegen:
| Jahr | Einwohner         | Quelle       |
| ---- | ----------------- | ------------ |
| 1992 | keine Detaildaten | Volkszählung |
| 2001 | 398               | Volkszählung |
| 2012 | 526               | Volkszählung |
| 2024 |                   | Volkszählung |